# Comuna de Siennica
Siennica (polaco: Gmina Siennica) é uma gminy (comuna) na Polónia, na voivodia de Mazóvia e no condado de Miński. A sede do condado é a cidade de Siennica.
De acordo com os censos de 31.12.2006, a comuna tem 6912 habitantes, com uma densidade 62 hab/km².

## Área
Estende-se por uma área de 111 km², incluindo:
- área agricola: 77%
- área florestal: 15%

## Demografia
Dados de 30 de Junho 2004:
|                      | Total   | Total | Mulheres | Mulheres | Homens  | Homens |
| -------------------- | ------- | ----- | -------- | -------- | ------- | ------ |
|                      | pessoas | %     | pessoas  | %        | pessoas | %      |
| População            | 6971    | 100   | 3471     | 49,8     | 3500    | 50,2   |
| Densidade (pop./km²) | 63      | 100   | 31,3     | 31,3     | 31,6    | 31,6   |

De acordo com dados de 2002, o rendimento médio per capita ascendia a 1202,32 zł.

## Subdivisões
- Bestwiny, Borówek, Boża Wola, Budy Łękawickie, Chełst, Dąbrowa, Dłużew, Drożdżówka, Dzielnik, Gągolina, Grzebowilk, Kąty, Kośminy, Krzywica, Kulki-Ptaki, Lasomin, Łękawica, Majdan, Nowa Pogorzel, Nowe Zalesie, Nowodwór, Nowodzielnik, Nowy Starogród, Nowy Zglechów, Pogorzel, Siennica, Siodło, Stara Wieś, Starogród, Strugi Krzywickie, Swoboda, Świętochy, Wojciechówka-Julianów, Wólka Dłużewska, Zalesie, Zglechów, Żaków, Żakówek.

## Comunas vizinhas
- Cegłów, Kołbiel, Latowicz, Mińsk Mazowiecki, Parysów, Pilawa